# Tatort: Unbestechlich
Unbestechlich ist ein Fernsehfilm aus der Krimireihe Tatort. Eva Saalfeld und Andreas Keppler müssen in ihrem dritten gemeinsamen Fall gegen einen befreundeten Kollegen ermitteln, wodurch ihre Arbeit zusätzlich erschwert wird. Der vom Mitteldeutschen Rundfunk produzierte Beitrag wurde am 7. Dezember 2008 von der ARD in Das Erste erstgesendet.

## Handlung
Die Kriminalhauptkommissare Eva Saalfeld und Andreas Keppler werden gerufen, als man eine junge Frau tot auffindet. Es handelt sich um Ellen Krüger, die nach einem Genickbruch noch kurze Zeit lebte, ehe sie an ihrem eigenen Blut erstickt ist. Ellen wurde von ihrer Freundin und Mitbewohnerin Roza Arweladse gefunden. Über Brunner, den Wirt der Kneipe, in der Ellen als Kellnerin gearbeitet hat, erfahren die Beamten, dass sie am Abend zuvor von Tim Rische, einem Stammgast, angesprochen worden sei. Als sie ihn aufsuchen, versucht er zu fliehen, was Saalfeld und Keppler aber verhindern können. Als sie Rische mit dem Mord an Ellen Krüger konfrontieren, meint dieser, das müsse der irre Polizist gewesen sein, der ihn gestern Abend bedroht und geschlagen habe, um an die Adresse von Ellen Krüger zu gelangen. Die weiteren Ermittlungen ergeben, dass Stefan Dirks, ein Kollege der Drogenfahndung, dem Polizeibeamten Matthias Krupp vom Dezernat Raub Tim Rische als Informant empfohlen hatte. Matthias Krupp und seine Frau Berit sind langjährige Freunde von Saalfeld und Keppler. Als sie Krupp befragen, zeigt er sich sehr wortkarg und sucht nach Ausflüchten. Er gibt nur an, Rische wegen Beschaffungskriminalität gesucht zu haben. Eine erneute Durchsuchung von Ellens Wohnung durch Keppler ergibt, dass die junge Frau heroinabhängig war, was durch die spätere Obduktion ebenfalls bestätigt wird. Weitere Untersuchungen ergeben, dass Ellen Krüger gewaltsam ein dickes Büschel Haare herausgerissen wurde. Als sich herausstellt, dass Ellen Krüger stets mit demselben Taxi zu ihrer Arbeitsstelle und zurück gefahren ist, kommt das Keppler mehr als komisch vor. Die Befragung des Fahrers Oliver Bendler ergibt zunächst keine weiteren Erkenntnisse.
Als Saalfeld und Keppler von der Staatsanwältin Karin Lucke erfahren, dass gegen ihren Freund Matthias Krupp ein Disziplinarverfahren anhängig ist, weil er in einer Vernehmung gewalttätig geworden sei, sind sie sehr erstaunt. Bei einem erneuten Gespräch mit dem Ehepaar Krupp findet Eva Saalfeld heraus, dass Amelie, die Tochter der Krupps, von zu Hause weggelaufen und inzwischen rauschgiftsüchtig geworden ist. Krupp ist auf der Suche nach ihr. Bei einer kriminaltechnischen Untersuchung werden Matthias Krupps Fingerabdrücke in Ellen Krügers Wohnung sichergestellt. Saalfeld und Keppler sollen den Freund daraufhin festnehmen. Keppler gewährt Krupp eine erbetene Frist von 12 Stunden, als der ihn beschwört, ihm diese Zeit einzuräumen, da er Ellen Krüger nicht getötet habe. Wie sich herausstellt, war Oliver Bendler Ellen Krügers Freund. Weiter kann ermittelt werden, dass Krüger gewerbsmäßig Drogen verkauft hat, unter anderem auch an Amelie Krupp.
Am nächsten Morgen werden die Kommissare zur Leiche von Matthias Krupp gerufen. Dabei fällt Eva Saalfelds Blick auf Amelie Krupp, die auf einer Brücke steht. Zusammen mit Keppler kann sie die junge Frau, die am Ende ihrer Kräfte ist, auffangen und sie zu ihrer Mutter bringen. Krupp ist durch einen Schuss in den Hinterkopf aus kurzer Distanz getötet worden. Anscheinend hat er noch versucht, einen Hinweis zu geben, indem er die Zahl 132 in die Erde schrieb. Keppler erzählt Saalfeld, dass da nur noch die 7 fehle, die habe er nicht mehr hingekriegt. 1327 sei die Konzessionsnummer von Oliver Bendlers Taxi. Bei einer weiteren Befragung bestreitet Bendler, dass er anfangs etwas von den Dealergeschäften in seinem Taxi mitbekommen habe. Als er es dann bemerkt habe, habe es Streit zwischen ihm und Ellen gegeben und er habe sich von ihr trennen wollen. Keppler fragt sich nach wie vor, wo Krüger die großen Mengen an Drogen herbekommen hat, die sie weiterveräußert hat. Eine Spur führt zu Stefan Dirks, der ein Kilogramm Heroin in der Asservatenkammer sichergestellt hat, wobei es Unstimmigkeiten in den Aussagen gibt, da zuerst von einer sichergestellten Menge von zwei Kilogramm die Rede war. Dann jedoch berichtigte der Informant Tim Rische seine Aussage, dass er sich insoweit versprochen habe und es um eine Menge von einem Kilogramm gegangen sei. Nachdem Keppler ihn auf die Folgen einer weiteren falschen Aussage hingewiesen hat, berichtigt er sich und spricht nun wieder von zwei Kilogramm Heroin. Keppler sucht Stefan Dirks beim Billard auf und verlangt dessen Waffe. Dirks händigt sie ihm aus und besteht nur darauf, dass bei seiner Vernehmung die Staatsanwältin Karin Lucke anwesend sein müsse. Als Saalfeld und Keppler die Staatsanwältin über die neuesten Entwicklungen informieren und ihr mitteilen, dass sie sich sicher seien, dass Matthias Krupp Stefan Dirks und seinem Handel mit unterschlagenen Drogen auf die Schliche gekommen sei, wirft diese ihnen eigenmächtiges, über ihre Befugnisse hinausgehendes Handeln vor. Bei der anschließenden Vernehmung von Dirks sagt sie zur großen Überraschung der Kommissare aus, dass Dirks in der fraglichen Zeit, in der Matthias Krupp erschossen worden ist, bei ihr zu einer Besprechung gewesen sei. Auch Dirks Dienstwaffe ist sauber.
Keppler kommt Dirks durch Roza Arweladse, die der Drogenfahnder auf ihn angesetzt hat, auf die Spur. Sie gesteht ihm, dass Dirks sie nach Ellens Tod gezwungen habe mitzumachen und ihr im Fall, dass sie sich widersetze, mit Ausweisung gedroht habe. Sie habe ihn nach Ellens Tod angerufen, er habe einen Kaffeebecher mitgebracht und einen Klebestreifen, den er erst auf den Kaffeebecher und dann auf die Türklinke der Wohnung gedrückt habe. So sind Krupps Fingerabdrücke in die Wohnung gelangt. Bei einer erneuten Vernehmung gibt Bendler unter Tränen zu, dass er Ellen so fest an den Haaren gerissen habe, dass sie einen Genickbruch erlitten habe. Er habe das nicht gewollt. Dirks habe ihm dann versprochen, dass er aus allem herausgehalten werde, wenn er schweige, auch darüber, dass Ellen die Drogen von Dirks höchstpersönlich bekommen habe. Bendler, der dringend zur Toilette will, reißt sich dabei von dem Beamten los und stürzt sich von der Treppenempore im Obergeschoss in die Tiefe. Erschüttert kniet Staatsanwältin Lucke neben dem Schwerverletzten nieder. Bendler ist ihr Sohn. Dirks hatte davon gewusst und von ihr verlangt, ihm ein Alibi zu geben und sie damit erpresst, dass er beweisen könne, dass Oliver Ellen getötet habe. Bei seiner Festnahme durch Saalfeld und Keppler meint Dirks nur, ob sie überhaupt eine Ahnung hätten, wie befreiend es sein könne, einmal richtig mitzuspielen.

## Produktion
Die Dreharbeiten für die Tatort-Folge begannen am 1. April 2008 und endeten am 29. April 2008. Gedreht wurde in Leipzig und Umgebung. Produktionsfirma war die Saxonia Media.

## Rezeption

### Einschaltquoten
Die Tatort-Folge Unbestechlich wurde bei der Erstausstrahlung im Dezember 2008 von 7,78 Mio. Zuschauern eingeschaltet, was einem Marktanteil von 21,8 % entsprach.

### Kritiken
„Die beiden Neuen haben ihr Quoten-Soll erfüllt – und sie finden langsam ihre Gangart. Dennoch: was könnte aus dem Leipziger ‚Tatort‘ werden, wenn der MDR weniger nach Kalkül besetzt hätte. Thomalla und Wuttke passen einfach nicht zusammen.“

„Krimi pur: keine Witzeleien, keine Sozialstudien. Fazit: Solides Handwerk ohne viel Ballast.“